# コンラート・バウアー
コンラート・バウアー(ドイツ語: Konrad Bauer、1919年2月9日 - 1990年6月17日)は、ドイツの軍人。最終階級は国防軍で空軍中尉、連邦軍で空軍大尉。第二次世界大戦では総撃墜数57機の戦果を上げたエース・パイロットである(39機は西部戦線で、18機は独ソ戦で撃墜)。その戦功により騎士鉄十字章を受章した。

## 経歴
第二次世界大戦が勃発すると、バウアーは独ソ戦に従軍した。1943年3月20日に初戦果を上げ、その後18機を撃墜したところで西部戦線へ配属替えとなった。
通算34機の撃墜を記録したことにより、バウアーは1944年10月31日に騎士鉄十字章を受章している。最終的に西部戦線では39機を撃墜し、大戦を通して57機の撃墜を記録した。戦後はドイツ連邦軍に入隊し、空軍大尉の階級で1960年に退役した。

## 叙勲
- 空軍名誉杯 (1944年3月31日)[1]
- ドイツ十字章
  - ドイツ十字章金章 (1944年7月10日)[2]
- 騎士鉄十字章
  - 騎士鉄十字章 (1944年10月31日)[3]